# 생물다양성 감소

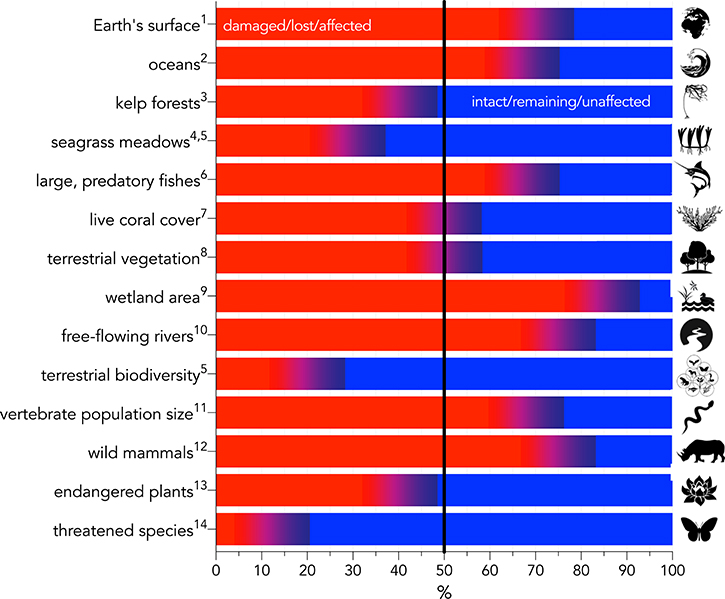
생물 다양성 관련 환경 파괴를 나타내는 그래프. 빨간 선은 파괴된 범주의 백분율을, 파란 선은 파괴되지 않은 범주의 백분율을 나타낸다.

생물다양성 감소는 다른 종들의 전 세계적인 멸종뿐만 아니라 특정 서식지에서 종들의 국지적인 감소 또는 손실을 포함하여 생물다양성의 손실을 초래한다. 후자의 현상은 손실을 초래하는 환경 악화가 생태 복원/생태 회복력을 통해 가역적인지 아니면 효과적으로 영구적인지에 따라 일시적일 수도 있고 영구적일 수도 있다. 현재의 전 세계적인 멸종(생물대멸종으로 불림)은 지구 위험 한계선을 넘어서는 인간 활동에 의해 주도되는 생물다양성 위기를 초래했으며 지금까지 되돌릴 수 없음이 입증되었다.
보존에 대한 직접적인 위협 요인은 주거 및 상업 개발, 농업 활동, 에너지 생산 및 채굴, 운송 및 서비스 회랑, 생물 자원 고갈, 서식지 및 종들의 자연을 파괴하는 인간의 침입 및 활동, 생태적 변화, 생태계 교란종, 병원균 및 유전자 변화, 오염, 치명적인 지질학적 사건으로 인한 변화, 기후 변화 등의 11가지 이상이 있다.
생물다양성 및 생태계에 관해 수많은 과학자들과 IPBES 글로벌 평가 보고서는 인간의 개체수 증가와 과소비가 이러한 감소의 주요 요인이라고 주장한다. 그러나 다른 과학자들은 서식지의 손실이 주로 "수출을 위한 상품의 성장"에 의해 발생하며 인구는 국가 간의 수많은 과학자들과 부의 차이로 인해 전체 소비와 거의 관련이 없다고 말하며 이를 비판했다.
기후변화는 지구 생물다양성을 위협하는 또 다른 요인이다. 예를 들어, 지구온난화가 현재와 같은 속도로 지속된다면 생물다양성의 핫스팟인 산호초는 세기 내에 사라질 것이다. 하지만 현재 기후변화보다는 농업의 확대로 인한 서식지 파괴 등이 현대 생물다양성 손실의 더 큰 원인이다.
국제환경단체들은 수십 년간 생물다양성 손실을 막기 위한 캠페인을 벌여왔고, 공중보건당국은 이를 공중보건 실천에 대한 원 헬스(One Health) 접근법으로 통합했으며, 점점 더 생물다양성을 보존하는 것은 지구의 3대 위기에 대한 대응의 일환으로 국제정책의 일환이다. 예를 들어, 유엔 생물다양성협약은 생물다양성 손실을 예방하고 야생지역 사전적 보전에 초점을 맞추고 있다. 이에 대한 국제적 약속과 목표는 현재 지속가능개발목표 15 "Life on Land"와 지속가능개발목표 14 "Life of Water"에 의해 구체화되어 있다.
그러나 2020년에 발표된 "자연과의 평화 만들기"에 관하여 UNEP, 유엔 환경 계획(United Nations Environment Programme)은 이러한 노력의 대부분이 국제적 목표를 달성하는 데 실패했다고 발표했다. 2010년 아이치 생물다양성 목표(Aichi Biodiversity Targets)가 제시한 20개 생물다양성 목표 중 2020년 시한까지 "부분적으로 달성된" 것은 고작 6개에 불과하다.
생물다양성 손실은 식물이나 동물 종이 지구에서 완전히 사라지거나(멸종) 특정 지역에서 종의 감소 또는 소멸이 있을 때 발생한다. 생물다양성 손실은 특정 지역에서 생물학적 다양성이 감소한다는 것을 의미한다. 감소는 일시적일 수도 있고 영구적일 수도 있다. 예를 들어 생태 복원을 통해 손실로 인한 피해가 시간적으로 되돌릴 수 있는 경우 일시적이다. 이것이 불가능하다면 감소는 영구적이다. 대부분의 생물다양성 손실의 원인은 일반적으로 지구의 경계를 너무 멀리 밀어내는 인간의 활동이다. 이러한 활동에는 서식지 파괴 (예: 산림전용)와 토지 이용 강화(예: 단일 재배 농업)가 포함된다. 추가 문제 영역으로는 대기 및 수질 오염(영양 오염 포함), 과도한 침입종및 기후 변화가 있다.
많은 과학자들은 생물다양성 및 생태계 서비스에 관한 글로벌 평가 보고서와 함께 생물다양성 손실의 주요 원인이 증가하는 인간 인구 때문이라고 말한다. 이는 인간의 과잉 인구와 과도한 소비로 이어지기 때문이다. 다른 사람들은 서식지 상실이 주로 "수출을 위한 원자재의 증가"로 인해 발생하며 인구가 전체 소비와 거의 관련이 없다고 말하며 동의하지 않는다. 더 중요한 것은 국가 간 또는 국가 내 부의 격차이다. 그럼에도 불구하고, 현대의 모든 생물다양성 손실은 인간 활동에 기인한다.
기후 변화는 전 세계 생물 다양성에 또 다른 위협이다. 예를 들어, 현재와 같은 속도로 지구 온난화가 계속된다면 생물다양성의 핫스팟인 산호초는 2100년까지 사라질 것이다. 그럼에도 불구하고, 현재 생물다양성 손실의 더 큰 원인은 기후 변화가 아니라 일반적인 서식지 파괴(종종 농업 확장을 위한 것)이다. 지난 수십 년 동안 산림에서 침입종 및 기타 교란이 더 흔해졌다. 이러한 교란은 기후 변화와 직간접적으로 관련이 있으며 산림 생태계를 악화시킬 수 있다.
환경을 중시하는 단체들은 생물다양성 감소를 막기 위해 수년 동안 노력해 왔다. 오늘날 많은 글로벌 정책에는 생물다양성 손실을 막기 위한 활동이 포함되어 있다. 예를 들어, 유엔 생물다양성 협약은 생물다양성 손실을 방지하고 야생 지역을 보존하는 것을 목표로 한다. 그러나 2020년 유엔 환경 프로그램 보고서에 따르면 이러한 노력의 대부분은 목표를 달성하지 못한 것으로 나타났다. 예를 들어, 2010년 아이치 생물다양성 목표에서 제시한 20개의 생물다양성 목표 중 2020년까지 "부분적으로" 달성된 것은 단 6개뿐이었다.
이 지속적인 전 세계 멸종은 홀로세 멸종 또는 여섯 번째 대규모 멸종이라고도 불린다.

## 손실율
생물다양성은 일반적으로 종의 다양성, 유전적 변이, 이러한 생물 형태의 상호 작용 등 모든 형태의 지구상 생물의 다양성으로 정의된다.
지구의 가장 독특한 특징은 생명체의 존재이며, 생명체의 가장 놀라운 특징은 다양성이다. 현재 지구의 다양성 감소율은 (자연적으로 발생하는) 배경 멸종률의 100배에서 1000배로 인류 역사상 그 어느 때보다 빠른 것으로 추정되며 앞으로 몇 년 동안에도 여전히 증가할 것으로 예상된다. 포유류, 조류, 파충류, 양서류 및 가오리류를 포함한 수많은 동물군에 영향을 미치는 이러한 급격하게 증가하는 멸종 추세는 과학자들로 하여금 육지 생태계와 해양 생태계 모두에서 동시대의 생물 다양성 위기를 선언하게 했다.

## 해결책 제안
생물다양성 감소와 관련된 보전 도전은 정부, 비정부 기구, 보전가 등이 협력하여 공공 정책, 경제적 해결책, 모니터링 및 교육을 통해 공동으로 노력해야 한다. 종 보호와 자연 서식지 보전을 위해 동기가 필요하며 서식지 손실과 악화를 방지하는 동시에 (예: 지속 가능한 개발 및 SDG 15 목표를 포함한 대상 실행) 서식지 손실과 악화에는 동기부여를 줄 필요가 있다. 다른 이 목표를 달성하는 방법으로는 야생동물 포획을 방지하고, 과다 사냥 및 과다 어업으로부터 종을 보호하며, 종이 의존하는 생태계를 통째로 보전하고 종 침입 및 토지 이용 변환으로부터 안전하게 지키기 위한 법을 시행하는 것이 있다. 또한, 글로벌 세이프티 넷과 같은 기반된 보전 모델들이 지속적으로 개발되어 생물다양성 감소를 효과적으로 완화하기 위해 고려해야 할 생태학적 연결을 고려한다. 생물다양성을 보호하는 행동은 전염병 발생 위험을 줄이기 때문에 매우 효과적이다.
세계 각지의 보전가들과 지속가능한 연구 과학자들은 또한 생물다양성 감소를 완화하기 위한 시스템 기반 접근법을 개발했다. 이 방법론은 과학자들이 생태적 발자취, 행성적 한계, 생태학적 경제 등과 같은 환경 보전의 다양한 뉘앙스와 연결을 고려하는 맥락적인 프레임워크를 만들 수 있게 한다. 자연과 인간 세계가 교차하는 다양한 방법을 고려함으로써 연구자들은 생물다양성 감소로 이어지는 복잡한 상황을 이해하고 유사한 상황에 적용할 수 있는 패턴을 찾을 수 있다. 이러한 유형의 프레임워크 중 하나의 예는 사회, 환경 및 경제적 성공의 결합에 대한 기업 및 기관의 영향과 진전을 평가하는 데 채택된 '트리플 보텀 라인(Triple bottom line)'이다.
2020년 9월에는 토지 이용 변화의 원인을 다루고, 보전 관리하에 있는 땅의 범위를 확대하며, 농업의 효율성과 식물 기반 식단의 비율을 높이는 등의 생물다양성 감소를 줄이기 위한 조치를 과학자들이 권고했다.
2022년에는 유럽 연합 집행 위원회(European Commission) 부위원장인 프란스 팀머만스(Frans Timmermans)가 생물다양성 감소의 위협에 대한 인식이 기후 변화의 위협에 비해 덜하다고 언급했다. IPBES와 IPCC의 과학자들이 협력하여 작성한 2021년 공동 보고서에 따르면 생물다양성 감소와 기후 변화는 불가피하게 연결되어 있으며 인간의 복지에 유사한 영향을 미치므로 두 가지 문제를 동시에 다루어야 한다.
국제 자연 보전 연맹(International Union for Conservation of Nature)과 유네스코(UNESCO)가 제작한 연구에 따르면 지구의 1% 미만을 차지하는 세계 유산지에서는 거의 3/4의 새 종, 2/3의 포유동물 및 1/2 이상의 담수 양서류가 기록되었다. 보고서의 권고 사항은 세계 유산지를 보전 전략과 행동 계획에 포함시키기 위해 해당 국가들을 격려한다.

## 모든 종에 대한 글로벌 추정치

IUCN 적색 목록 카테고리

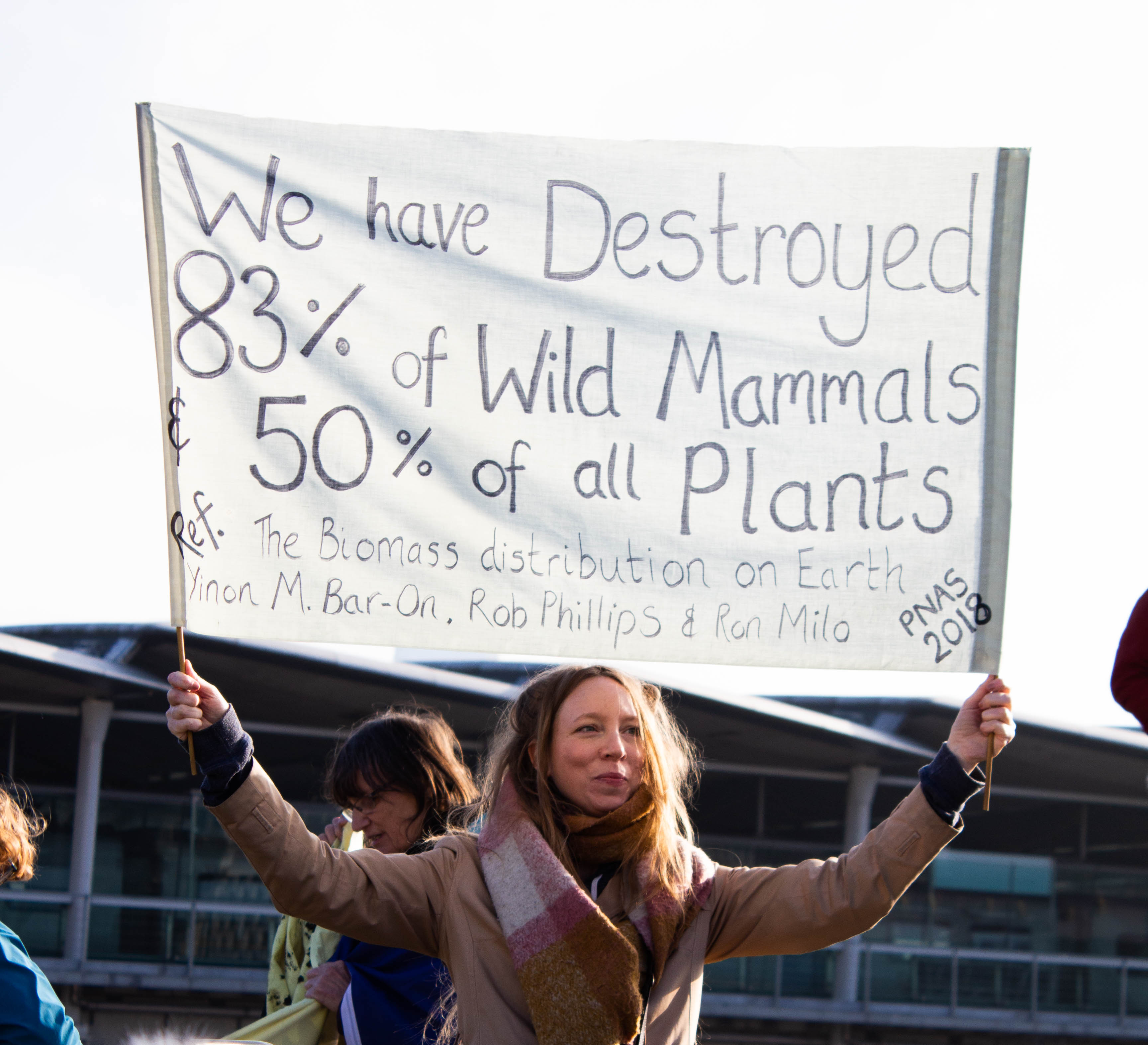
멸종 반란(2018)에서 생물다양성 손실에 반대하는 시위자.

현재 전 세계 생물다양성 손실률은 (자연적으로 발생하는) 배경 멸종률보다 100배에서 1000배 더 높은 것으로 추정되며, 이는 인류 역사상 그 어느 때보다 빠른 속도이다, 그리고 앞으로 몇 년 안에 성장할 것으로 예상된다. 포유류, 조류, 파충류, 양서류, 어류 등 다양한 동물군의 빠르게 증가하는 멸종 추세로 인해 과학자들은 육상 및 해양 생태계 모두에서 현재의 생물다양성 위기를 선언하고 있다.
2006년에는 더 많은 종들이 희귀종이나 멸종 위기종 또는 멸종 위기종으로 공식적으로 분류되었다. 게다가 과학자들은 공식적으로 인정되지 않은 수백만 종이 더 위험에 처해 있다고 추정했다.
삼림 벌채도 생물다양성 손실에 큰 역할을 한다. 전 세계 생물다양성의 절반 이상이 열대우림에 서식하고 있다. 생물다양성이 기하급수적으로 감소하는 지역을 생물다양성 핫스팟이라고 한다. 1988년 이후 핫스팟은 10개에서 34개로 증가했다. 현재 존재하는 총 34개의 핫스팟 중 16개는 열대 지역에 있다(2006년 기준). 2006년 연구자들은 전 세계의 2.3%만이 생물다양성 손실 핫스팟으로 덮여 있으며, 전 세계의 극히 일부만이 핫스팟으로 덮여 있음에도 불구하고 많은 부분(50%)의 혈관 식물 종을 보유하고 있다고 지적했다.
2021년에는 IUCN 적색 목록 기준을 사용하여 평가된 134,400종 중 약 28%가 멸종 위기종으로 분류되었으며, 이는 2006년의 16,119종에 비해 총 37,400종이 멸종 위기종으로 분류되었다.
2022년에 3,000명 이상의 전문가를 대상으로 한 연구에 따르면, "지구 생물다양성 손실과 그 영향이 이전에 생각했던 것보다 더 클 수 있다"고 밝혀졌으며, 약 30%의 종들이 "1500년 이후로 전 세계적으로 위협받거나 멸종된 것으로 추정된다"고 한다
2023년에 발표된 연구에 따르면 7만 종 중 약 48%가 인간 활동으로 인해 개체 수가 감소하고 있는 반면, 3%만이 개체 수가 증가하고 있는 것으로 나타났다.

## 손실을 정량화하는 방법
생물학자들은 생물다양성을 "지역의 유전자, 종, 생태계의 총체"로 정의한다. 특정 위치의 생물다양성 손실률을 측정하기 위해 과학자들은 해당 지역의 종 풍부도와 시간에 따른 변화를 기록한다. 생태학에서 지역 풍부도는 특정 생태계에서 종의 상대적인 표현이다. 일반적으로 샘플당 발견되는 개체 수로 측정된다. 생태계에 서식하는 한 종의 존재비와 다른 여러 종의 존재비를 상대 종의 존재비라고 한다.두 지표 모두 생물다양성을 계산하는 데 중요하다.
다양한 생물다양성 지수가 있다. 이들은 다양한 규모와 시간 범위를 조사한다. 생물다양성은 다양한 규모와 하위 범주(예: 계통 발생 다양성, 종 다양성, 유전적 다양성, 뉴클레오타이드 다양성)를 가지고 있다.
제한된 지역에서의 순손실 문제는 종종 논쟁의 여지가 있다.

## 생명 유형별 관찰

### 야생동물 전반적인 행태

세계자연기금의 리빙 플래닛 보고서 2022에 따르면 1970년 이후 야생동물 개체수가 평균 69% 감소한 것으로 나타났다.

2020년 10월 스위스 리의 분석에 따르면, 전체 국가의 5분의 1이 인위적인 서식지 파괴와 야생동물 손실 증가로 인해 생태계 붕괴 위험에 처해 있는 것으로 나타났다. 이러한 손실이 반전되지 않으면 전체 생태계 붕괴가 발생할 수 있다.
2022년 세계자연기금은 다음과 같이 보고했다 1970년부터 2016년까지 전 세계 4,400종의 동물에 대한 평균 개체수가 68% 감소했으며, 이는 약 21,000개의 모니터링 대상 개체수를 포함한다.

### 육상 무척추동물

#### 곤충들

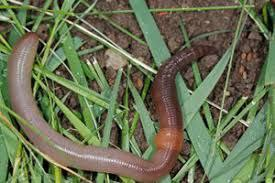
흙 속의 지렁이

과학자들은 여러 장기적인 농업 실험에서 지렁이의 손실을 연구했다. 연구진은 마이너스 50~100%(평균 마이너스 83%)의 상대적 바이오매스 손실이 다른 동물군에 대해 보고된 것과 일치하거나 이를 초과한다는 사실을 발견했다. 따라서 집약적인 농업에 사용되는 밭의 토양에서도 지렁이가 비슷하게 고갈된다는 것은 분명하다. 지렁이는 생태계 기능에 중요한 역할을 한다 토양, 물, 심지어 온실가스 균형에서 생물학적 처리를 돕는 것이다. 지렁이 다양성이 감소하는 다섯 가지 이유가 있다: (1) 토양 황폐화와 서식지 손실, (2) 기후 변화, (3) 과도한 영양소 및 기타 형태의 오염 부하, (4) 토양의 과도한 착취와 지속 불가능한 관리, (5) 침입종.:26 경작 관행과 집중적인 토지 사용과 같은 요소는 지렁이가 바이오매스를 만드는 데 사용하는 토양과 식물 뿌리를 파괴한다. 이것은 탄소 및 질소 순환을 방해한다.
지렁이 종의 다양성에 대한 지식은 50%도 설명되지 않았기 때문에 상당히 제한적이다. 지속 가능한 농업 방법은 예를 들어 경작을 줄이는 등 지렁이의 다양성 감소를 방지하는 데 도움이 될 수 있다.:32 생물다양성협약 사무국은 다양한 종류의 지렁이를 복원하고 유지하기 위해 조치를 취하고 있다.

### 새
살충제와 같은 일부 살충제는 특정 조류 종의 개체 수를 줄이는 데 역할을 할 가능성이 높다. 버드라이프 인터내셔널이 자금을 지원한 연구에 따르면 51종의 조류가 심각한 멸종 위기에 처해 있으며 8종은 멸종 또는 멸종 위기에 처해 있다. 멸종의 거의 30%는 이국적인 애완동물 거래를 위한 사냥과 포획으로 인한 것이다. 지속 불가능한 벌목과 농업으로 인한 삼림 벌채는 새들이 서식지와 먹이를 잃기 때문에 다음 멸종 동력이 될 수 있다.

### 식물
나무
식물은 인간의 생존에 필수적이지만, 동물 보호와 같은 주목을 받지 못했다. 전체 육상 식물 종의 3분의 1이 멸종 위기에 처해 있으며, 94%는 아직 보전 상태에 대한 평가를 받지 못한 것으로 추정된다. 가장 낮은 영양 수준에 존재하는 식물은 더 높은 영양 수준에서 부정적인 영향을 줄이기 위해 보존을 강화해야 한다.
2022년, 과학자들은 나무 종의 3분의 1이 멸종 위기에 처해 있다고 경고했다. 이는 나무 종의 탄소, 물, 영양분 순환에 영향을 미치기 때문에 전 세계 생태계를 크게 변화시킬 것이다. 산림 지역은 벌목, 화재, 장작 수확과 같은 공통 요인으로 인해 황폐화된다. 산림 지역은 벌목, 화재, 장작 수확과 같은 일반적인 요인으로 인해 황폐화된다. GTA(글로벌 나무 평가)에 따르면 "17,510종(29.9%)의 나무가 멸종 위기에 처해 있다. 또한 야생에서 멸종 또는 멸종된 것으로 기록된 나무 종은 142종에 달한다."
선택적 벌목, 벌목 또는 작물 나무 관리, 투명한 벌목 및 코핑과 같은 나무의 생물 다양성을 촉진하는 일부 실비농업 산림 관리 방법에서 가능한 해결책을 찾을 수 있다. 해결책이 없다면, 종의 풍부함을 회복하는 데 2차 숲은 1차 숲과 같은 양을 회복하는 데 50년이 걸릴 수도 있고, 종의 풍부함을 80% 회복하는 데 20년이 걸릴 수도 있다.

### 담수 종
늪, 델타, 강과 같은 담수 생태계는 지구 표면의 1%를 차지한다. 이들은 척추동물 종의 약 3분의 1이 서식하기 때문에 중요하다. 담수 종은 육지나 바다에 서식하는 종보다 두 배 빠른 속도로 감소하기 시작했다. 이러한 급격한 손실로 인해 29,500종 중 27%가 이미 IUCN 적색 목록에 담수에 의존하고 있다.
수질 오염과 남획으로 인해 전 세계 민물고기 개체수가 감소하고 있다. 1970년 이후 철새 물고기 개체수는 76% 감소했으며, 2020년에는 16종의 '메가피쉬' 개체수가 94% 감소하여 멸종 위기에 처해 있다.

### 해양 생물
해양 생물다양성은 바다나 하구에 서식하는 모든 생명체를 포함한다. 2018년까지 약 24만 종의 해양 생물이 기록되었다 그러나 178,000종에서 1,000만 종에 이르는 많은 해양 생물들이 아직 설명되지 않았다. 따라서 야생에서 수십 년 동안 볼 수 없었던 많은 희귀 종들이 이미 사라졌거나 멸종 위기에 처해 있을 가능성이 높다.
인간의 활동은 해양 생물 다양성에 강하고 해로운 영향을 미친다. 해양 생물종 멸종의 주요 원인은 서식지 손실, 오염, 침입종, 과도한 착취이다. 해안 지역 인근의 해양 생태계는 인간 정착지로 인해 더 큰 압박을 받고 있다.
과도한 착취로 인해 25종 이상의 해양 생물이 멸종했다. 여기에는 바닷새, 해양 포유류, 조류, 어류가 포함된다. 멸종된 해양 생물의 예로는 스텔러 바다 소(Hydrodamalis gigas)와 카리브해 몽크 물개(Monachus tropicalis)가 있다. 모든 멸종이 인간 때문인 것은 아니다. 예를 들어, 1930년대에 대서양에서 장어풀 림펫(Lottia alveus)은 조스테라 마리나 해초의 개체수가 질병에 노출되면 감소하면서 멸종했다. 로티아 알베루스는 조스테라 마리나가 유일한 서식지였기 때문에 큰 영향을 받았다.

## 원인들
현재 생물다양성 손실의 주요 원인은 다음과 같다:
1. 서식지 손실, 파편화 및 황폐화;[88] 예를 들어 상업 및 농업용 서식지 분열(대표적으로 단일 재배 농업)[89]
2. 토지 이용의 심화(및 그에 따른 토지 손실/서식지 손실); 직접적인 영향과 생물다양성 손실로 인한 생태 서비스 손실의 중요한 요인[90]
3. 영양소 오염 및 기타 형태의 오염(대기 및 수질 오염)
4. 과도한 착취와 지속 불가능한 사용(예: 지속 불가능한 어업 방법, 남획, 과도한 소비 및 인간 인구 과잉)
5. 토착 종을 대체하여 틈새 시장을 차지하기 위해 효과적으로 경쟁하는 침입종[91]
6. 기후 변화(예: 기후 변화로 인한 멸종 위험, 기후 변화가 식물 생물 다양성에 미치는 영향)[88]

자레드 다이아몬드는 서식지 파괴, 과살, 외래종 및 2차 멸종의 '악의 사중주'를 묘사한다. 에드워드 O. 윌슨은 생물다양성 손실의 주요 원인에 대해 HIPPO라는 약어를 제안했다: 서식지 파괴, 침입종, 오염, 인간 과잉 인구 및 과도한 수확.

### 서식지 파괴

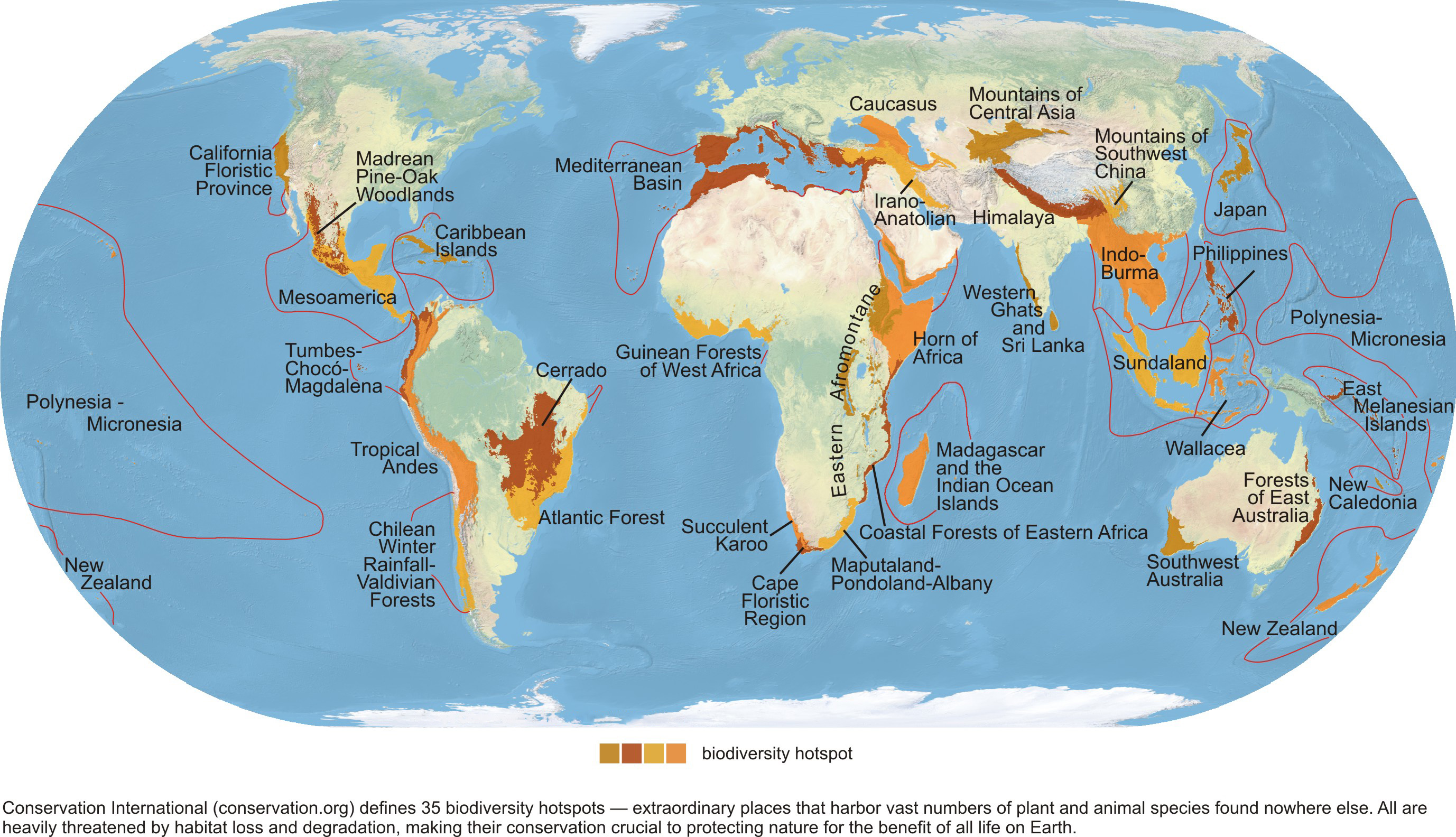
지구의 25개 지구 생물다양성 핫스팟. 이 지역에는 많은 수의 식물과 동물 종이 서식하고 있으며 인간 활동으로 인해 높은 수준의 서식지 파괴가 발생하여 생물다양성이 손실되고 있다.

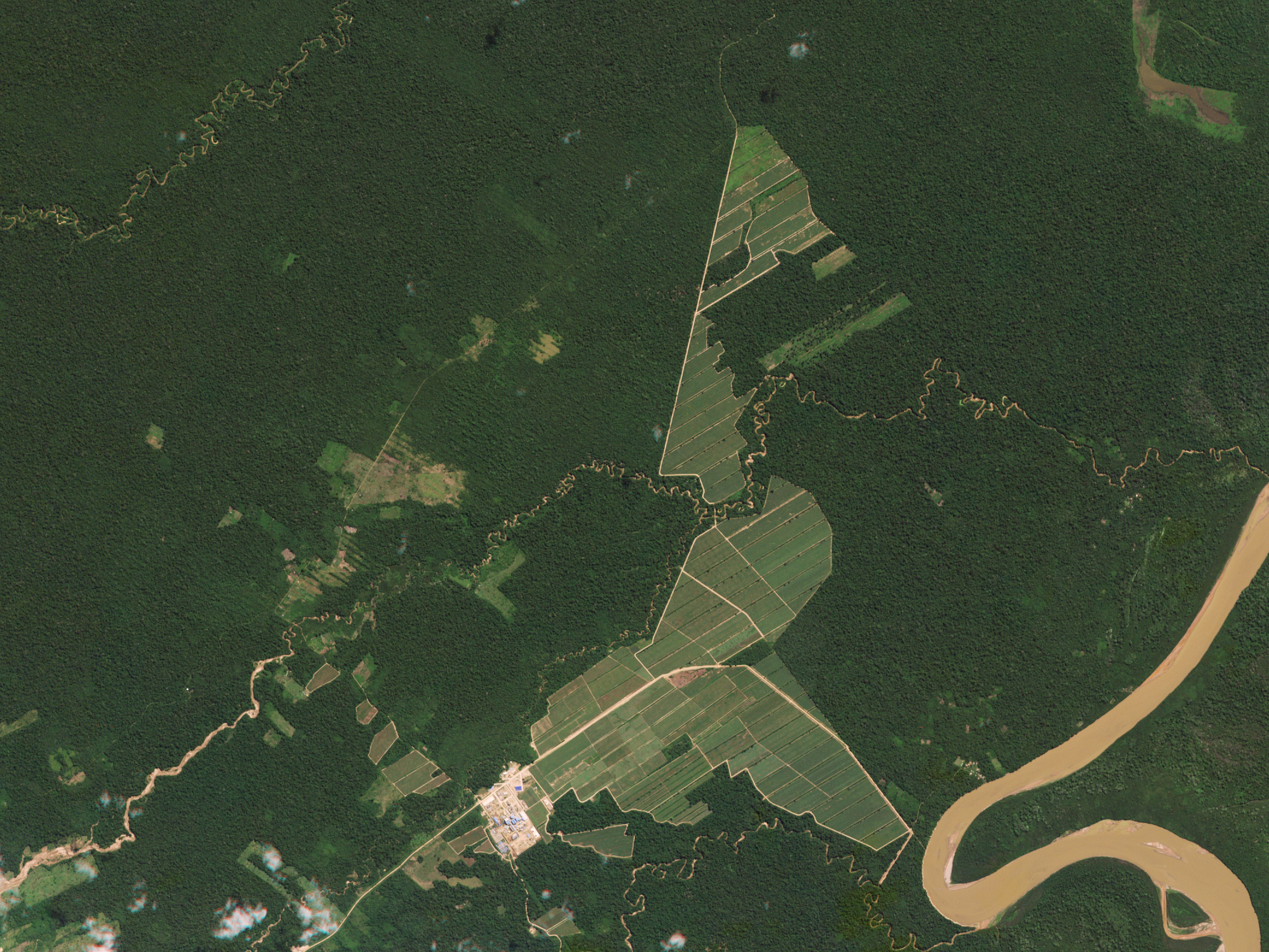
볼리비아 아마존 열대우림의 삼림 벌채와 도로 건설 증가는 야생 지역에 대한 인간의 침입 증가, 자원 채취 증가, 생물다양성에 대한 추가적인 위협으로 인해 심각한 우려를 불러일으키고 있다.

예를 들어, 서식지 손실은 곤충 개체수 감소의 원인 중 하나이다(아래 곤충 섹션 참조).

#### 도시 성장과 서식지 분열
도시 성장이 서식지 손실에 미치는 직접적인 영향은 잘 알려져 있다: 건물 건설은 종종 서식지 파괴와 분열을 초래한다. 이로 인해 도시 환경에 적응하는 종을 선택할 수 있다. 작은 서식지 패치는 이전에 가능했던 유전적 또는 분류학적 다양성 수준을 지원할 수 없으며, 일부 민감한 종들은 지역적으로 멸종할 수 있다. 서식지의 파편화된 면적이 줄어들면서 종의 개체 수가 감소한다. 이로 인해 종의 고립이 증가하고 종들이 가장자리 서식지로 이동하여 다른 곳에서 먹이를 찾는 데 적응하게 된다.
주요 생물다양성 지역(KBA)의 인프라 개발은 생물다양성 손실의 주요 원인이며, 약 80%의 KBA에 인프라가 존재한다. 인프라 개발은 자연 서식지의 전환과 분열, 오염 및 교란으로 이어진다. 또한 차량 및 구조물과의 충돌을 통해 동물에게 직접적인 피해를 줄 수도 있다. 이는 인프라 현장 외에도 영향을 미칠 수 있다.

### 토지 이용 강화
인간은 다양한 방식으로 토지의 용도를 변화시키고 있으며, 이는 각각 서식지 파괴와 생물다양성 손실로 이어질 수 있다. 2019년 생물다양성 및 생태계 서비스에 관한 글로벌 평가 보고서에 따르면 산업 농업이 생물다양성 붕괴의 주요 원인으로 밝혀졌다. 유엔의 2014년 글로벌 생물다양성 전망에 따르면 육상 생물다양성 손실의 70%가 농업 사용으로 인해 발생한다고 추정했다. 틀:인라인 업데이트 2005년 간행물에 따르면 "재배된 시스템 [...]은 지구 표면의 24%를 덮고 있다.":51 이 간행물은 경작지를 "특정 연도에 경작지, 이동 재배지, 제한된 가축 생산 또는 담수 양식지가 경관의 최소 30%를 차지하는 지역"으로 정의했다.:51
농업이 미래 식량 수요를 충족시키기 위해 계속 확장됨에 따라 2050년까지 17,000종 이상의 종이 서식지를 잃을 위험에 처해 있다(2020년 기준). 주로 식물성 식단으로의 전 세계적인 전환은 생태계와 생물다양성 회복을 위해 토지를 확보할 수 있을 것이다.2010년대에는 전 세계 농지의 80% 이상이 동물 사육에 사용되었다.
2022년 기준으로 지구 면적의 44%가 보호 구역을 선언하고 토지 이용 정책을 따르는 등 보존 주의가 필요하다.

### 영양소 오염 및 기타 형태의 오염
대기 오염

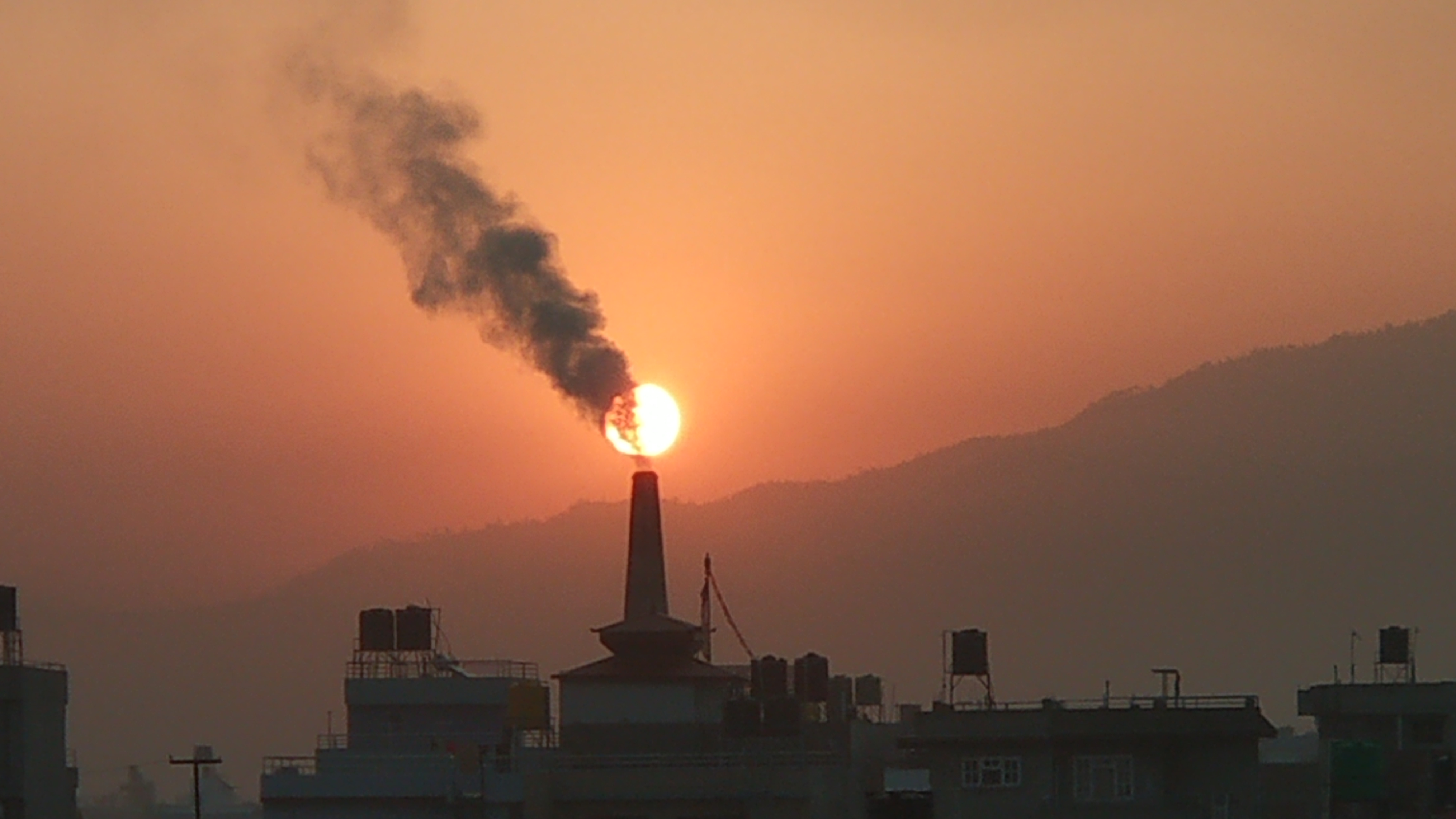
이산화탄소, 이산화황, 아산화질소 배출을 통해 대기 오염에 기여하는 산업 공정.

공기 오염은 생물 다양성에 악영향을 미친다. 예를 들어 화석 연료와 바이오매스를 태우면 오염 물질이 대기 중으로 배출된다. 산업 및 농업 활동은 오염 물질인 이산화황과 질소 산화물을 배출한다. 이산화황과 질소산화물이 대기 중으로 유입되면 구름 방울(구름 응축 핵), 빗방울 또는 눈송이와 반응하여 황산과 질산을 형성할 수 있다. 물방울과 황산 및 질산의 상호 작용으로 습윤 침전이 발생하여 산성비가 내린다.
2009년 검토에서는 네 가지 대기 오염 물질(황, 질소, 오존, 수은)과 여러 유형의 생태계를 연구했다. 대기 오염은 육상 및 수생 생태계의 기능과 생물 다양성에 영향을 미친다. 예를 들어, "대기 오염은 호수의 산성화, 하구와 연안의 부영양화, 그리고 수중 먹이 그물망의 수은 생물 축적을 유발하거나 기여한다"는 것이다.

#### 소음 공해
교통, 선박, 차량, 항공기에서 발생하는 소음은 야생동물 종의 생존 가능성에 영향을 미칠 수 있으며 방해받지 않는 서식지에 도달할 수 있다. 소음 공해는 해양 생태계에서 흔히 발생하며, 최소 55종의 해양 생물에게 영향을 미친다. 한 연구에 따르면 해양 생태계에서 지진 소음과 해군 소나가 증가함에 따라 고래와 돌고래를 포함한 고래류의 다양성이 감소한다고 한다. 여러 연구에 따르면 지진 소음이 있는 지역에서 대구, 해덕, 우럭, 청어, 모래물범, 청어 등의 물고기가 덜 발견되었으며 어획률은 40~80% 감소했다.
소음 공해는 조류 군집과 다양성에도 변화를 가져왔다. 소음은 번식 성공을 줄이고, 둥지 면적을 최소화하며, 스트레스 반응을 증가시키고, 종의 개체 수를 줄일 수 있다. 소음 공해는 먹이 종의 분포와 개체 수를 변화시켜 포식자 개체군에 영향을 미칠 수 있다.

#### 화석 연료 추출로 인한 오염

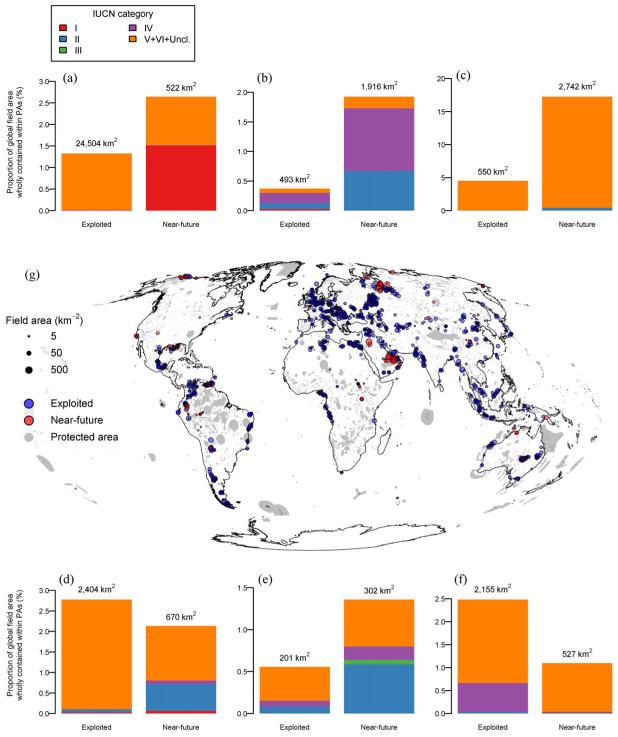
미래 화석 연료 추출로 인한 생물다양성 손실 가능성: UN 지역별로 다양한 IUCN 보호구역 관리 범주의 보호구역(PA)(회색 다각형)과 겹치는 유전 및 가스전 면적 비율: 북미(a), 유럽(b), 서아시아(c), LAC(d), 아프리카(e), 아시아 태평양(f). 모든 IUCN 관리 범주에서 겹치는 절대 면적은 히스토그램 위에 표시되어 있다. PA와 겹치는 필드의 위치는 (g)에 표시되어 있다. 음영을 사용하여 공간적 위치가 일치하는 지점도 시각화할 수 있으므로 어두운 지점은 PA와 겹치는 필드의 밀도가 높다는 것을 나타낸다.

화석 연료 추출 및 관련 석유 및 가스 파이프라인은 토지 전환, 서식지 손실 및 황폐화, 오염으로 인해 많은 생물군계의 생물다양성에 큰 영향을 미친다. 예를 들어 서부 아마존 지역을 들 수 있다. 화석 연료의 개발은 생물 다양성에 큰 영향을 미쳤다. 2018년 기준으로 생물다양성이 풍부한 보호 지역 중 상당수는 3조 달러에서 15조 달러에 달하는 미개발 화석 연료 매장량이 있는 지역이었다. T그는 보호 구역이 미래에 위협을 받을 수 있다.

### 과잉 개발, 남획
지속적인 과도한 착취는 자원을 보충할 수 없기 때문에 자원의 파괴로 이어질 수 있다. 이 용어는 물 대수층, 방목장 및 숲, 야생 약용 식물, 어족 자원 및 기타 야생 동물과 같은 천연 자원에 적용된다.

#### 대량 어획

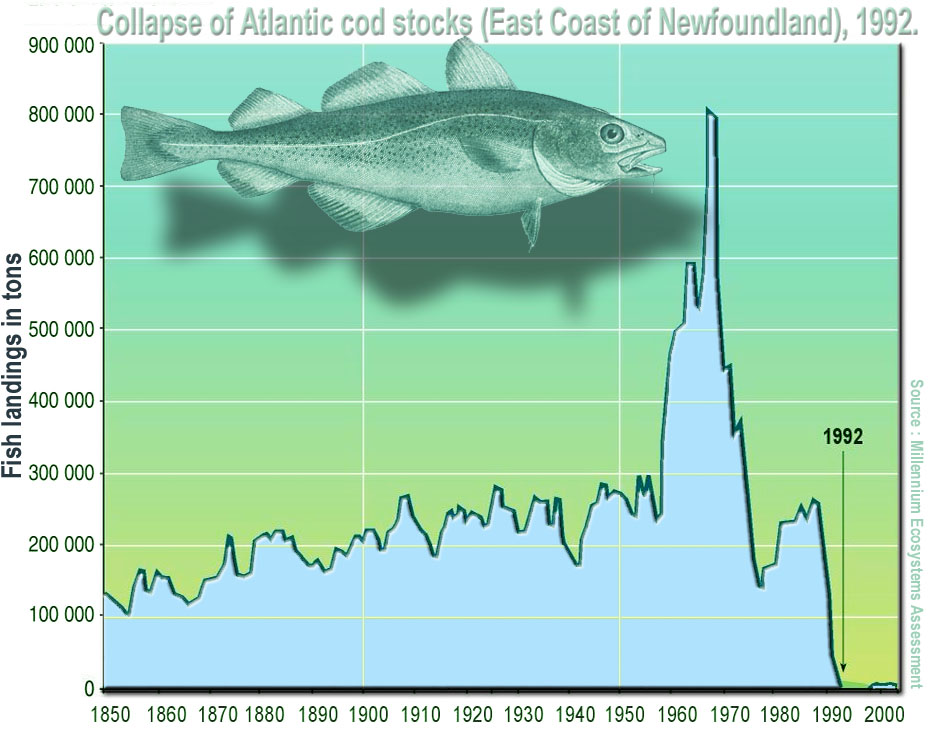
대서양 대구 자원은 1970년대와 1980년대에 심각하게 남용되어 1992년에 급격히 붕괴되었다.

2019년 생물다양성 및 생태계 서비스에 관한 정부 간 과학-정책 플랫폼 보고서에 따르면 남획이 해양에서 대량 멸종의 주요 원인으로 밝혀졌다. 남획으로 인해 1800년대 이후 어류와 해양 포유류의 바이오매스가 60% 감소했다. 현재 상어와 가오리의 3분의 1 이상이 멸종 위기에 처해 있다.
2020년 FAO 보고서에 따르면 전 세계 해양 어업 어류 자원의 34%가 남획된 것으로 분류되었다. 2020년까지 전 세계 어류 개체수는 1970년 이후 38% 감소했다.
남획을 통제하기 위한 다양한 규제 조치가 있다. 여기에는 어획 할당량, 어획량 제한, 면허, 휴경기, 크기 제한, 해양 보호 구역 및 기타 해양 보호 구역 조성 등이 포함된다.

#### 인구 과잉과 과소비

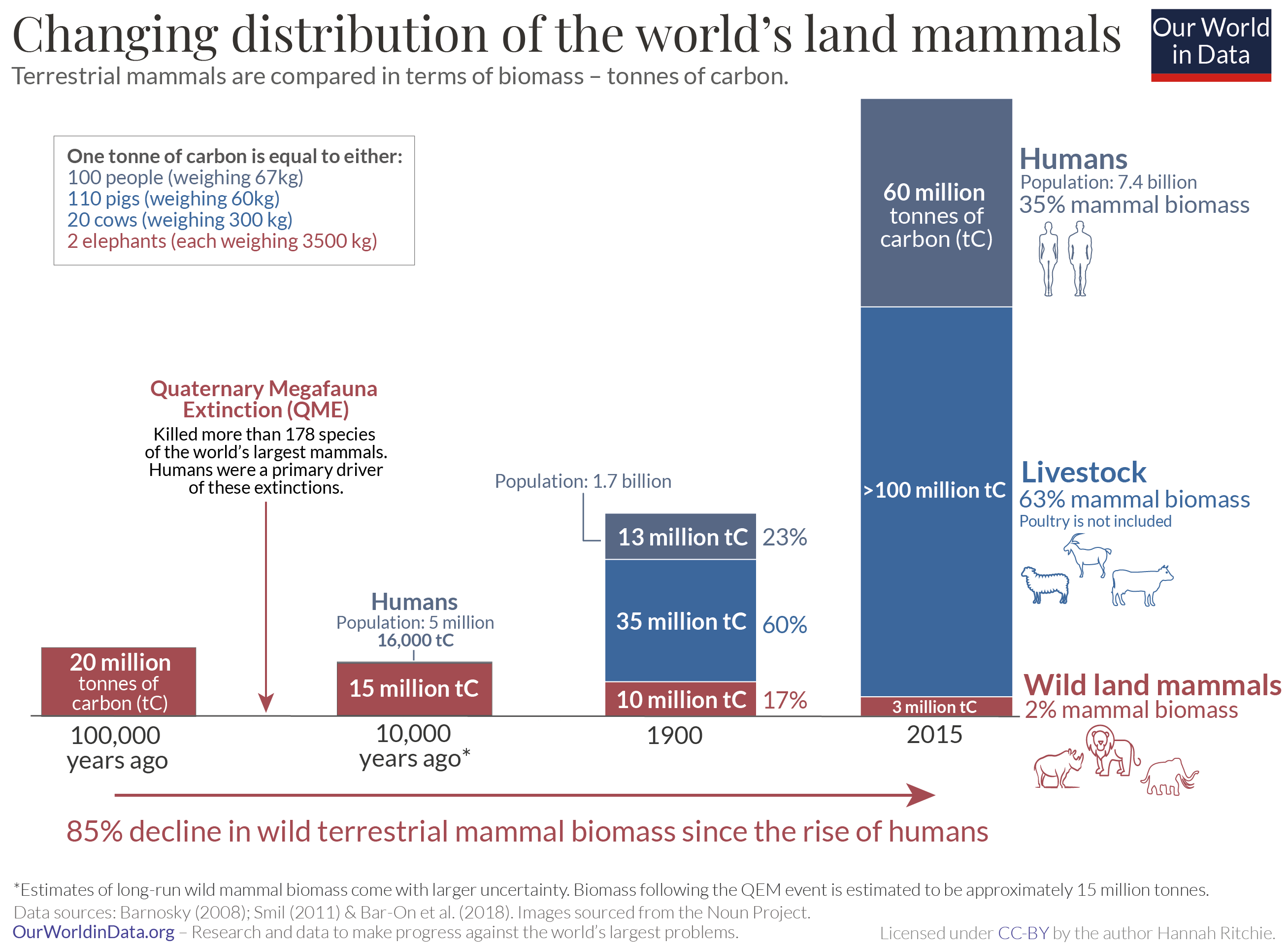
전 세계 육상 포유류의 탄소 배출량 변화. 야생 육상 포유류의 바이오매스는 인류가 등장한 이후 85% 감소했다.

2017년 중반 기준으로 전 세계 인구는 약 76억 명에 달하며, 21세기 말에는 100억에서 120억 명으로 정점을 찍을 것으로 예상된다. 학자들은 인구 규모와 성장, 과소비와 함께 생물다양성 손실과 토양 황폐화의 중요한 요인이라고 주장해 왔다. R2019년 IPBES 보고서를 포함한 리뷰 기사들은 또한 인간 인구 증가와 과소비가 종 감소의 중요한 원인이라고 지적했다. 2022년 연구에 따르면 생물다양성 손실의 주요 원인인 개체군 규모와 성장을 계속 무시하면 보존 노력이 계속 실패할 것이라고 경고했다.
다른 과학자들은 인구 증가가 생물다양성 손실의 주요 원인이라는 주장을 비판했다. 그들은 주요 원인이 "고소득 경제에서 주로 가축 사료나 바이오 연료 소비를 위한 수출용 상품, 특히 대두와 석유-팜의 성장"으로 인한 서식지 손실이라고 주장한다 국가 간 부의 격차로 인해 한 국가의 총 인구와 1인당 발자국 사이에는 음의 상관관계가 있다. 반면에 한 국가의 GDP와 발자국 사이에는 강한 상관관계가 있다. 이 연구는 인구가 지표로서 환경 문제를 해결하는 데 도움이 되지 않으며 비생산적이라고 주장한다.

### 침입종
침습적이라는 용어는 잘 정의되지 않으며 종종 매우 주관적이다. 유럽 연합은 침입 외래종을 생물 다양성을 위협하는 자연 분포 지역 밖의 외래종으로 정의한다. 생물학적 침입은 전 세계 생물다양성 손실의 5대 원동력 중 하나로 꼽히며 관광과 세계화로 인해 증가하고 있다. 이는 특히 규제가 미흡한 담수 시스템에서 더욱 그러할 수 있지만, 검역과 평형수 규칙이 상황을 개선했다.
침입종은 경쟁적 배제, 틈새 이동 또는 관련 토착종과의 교잡을 통해 지역 토착종을 멸종시킬 수 있다. 따라서 외래 침입은 도입 지점에서 생물군의 구조, 구성 및 전 세계 분포에 광범위한 변화를 초래할 수 있다. 이는 전 세계 동식물의 균질화와 생물다양성 손실로 이어진다.

### 기후 변화

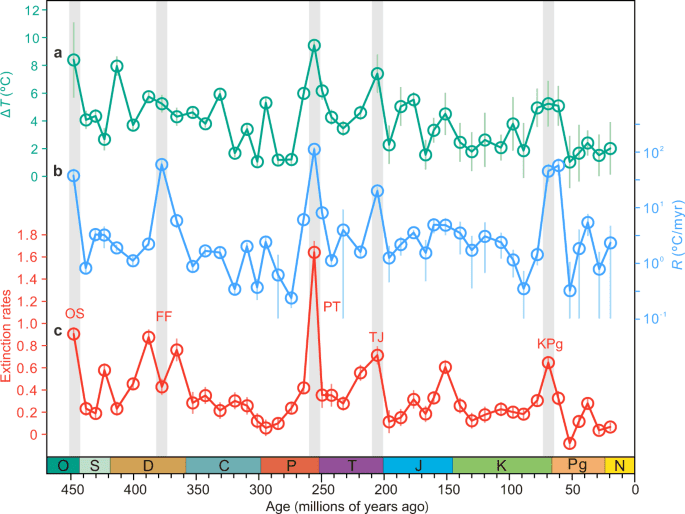
지난 4억 5천만 년 동안 기후 변동성과 변화의 크기(지구 온도의 큰 상승과 하락을 모두 포함)와 멸종률 간의 관계. 이 그래프에는 최근 인간이 만든 기후 변화가 포함되어 있지 않는다.

기후 변화는 전 세계 생물 다양성에 또 다른 위협이다. 그러나 농업의 확장과 같은 서식지 파괴는 현재 생물 다양성 손실의 더 큰 원인이다.
2021년 IPBES와 IPCC의 과학자들이 공동으로 발표한 보고서에 따르면 생물다양성 손실과 기후 변화는 불가분의 관계에 있으며 인간의 복지에 유사한 영향을 미치기 때문에 동시에 해결해야 한다고 한다. 2022년, 유럽연합 집행위원회 부위원장인 프란스 티머만스는 사람들이 기후 변화의 위협보다 생물다양성 손실의 위협에 대해 덜 인식하고 있다고 말했다.
2022년, 유럽연합 집행위원회 부위원장인 프란스 티머만스는 사람들이 기후 변화의 위협보다 생물다양성 손실의 위협에 대해 덜 인식하고 있다고 말했다. 그러나 침입종에 대한 기후 변화의 구체적인 결과를 확인한 저자는 거의 없다.
침입종 및 기타 교란은 지난 수십 년 동안 산림에서 더 흔해졌다. 이러한 교란은 기후 변화와 직간접적으로 관련이 있으며 산림 생태계에 부정적인 영향을 미치는 경향이 있다.

## 영향

### 생태계에 대하여
생물다양성 손실은 생태계의 기능에 나쁜 영향을 미친다. 이는 결국 인간에게 영향을 미친다. 영향을 받은 생태계는 더 이상 작물 수분, 공기 및 물 정화, 폐기물 분해, 임산물 제공뿐만 아니라 레크리에이션 및 관광 분야와 같은 동일한 품질의 생태계 서비스를 제공할 수 없기 때문이다.
2012년 이전 20년간의 연구를 종합적으로 검토한 두 가지 주요 진술은 다음과 같다:
- "이제 생물다양성 손실이 생태 공동체가 생물학적으로 필수적인 자원을 포획하고, 바이오매스를 생산하며, 생물학적으로 필수적인 영양소를 분해하고 재활용하는 효율성을 감소시킨다는 명백한 증거가 있다."
- "다양성 손실이 생태 과정에 미치는 영향은 환경 변화의 다른 많은 글로벌 동인의 영향에 필적할 만큼 충분히 클 수 있다."

영구적인 전 세계 종 손실(멸종)은 종 구성의 지역적 변화보다 더 극적인 현상이다. 그러나 건강한 안정 상태에서의 작은 변화조차도 먹이 그물망과 먹이 사슬에 극적인 영향을 미칠 수 있다. 왜냐하면 한 종의 감소가 전체 사슬(공멸)에 악영향을 미칠 수 있기 때문이다. 이는 생태계의 대체 안정 상태가 불가능하지 않는 한 생물 다양성의 전반적인 감소로 이어질 수 있다.
예를 들어, 초원에 대한 한 연구에서는 조작된 초원 식물 다양성을 사용하여 생물다양성이 높은 생태계가 극한 기후에서도 생산성에 더 많은 저항을 보인다는 사실을 발견했다.

### 식량과 농업에 관하여

생물다양성과 식량 간의 관계를 설명하는 인포그래픽.

2019년, 유엔 식량농업기구(FAO)는 세계 식량농업의 생물다양성에 관한 첫 번째 보고서를 발표했다. 유엔 식량농업기구(FAO)는 "유전적, 종, 생태계 수준에서 식량과 농업을 위한 생물다양성의 많은 주요 구성 요소가 감소하고 있다"고 경고했다."
보고서는 또한 "과잉 착취, 과도한 수확, 오염, 외부 투입물의 남용, 토지 및 물 관리의 변화 등 BFA(식량 및 농업의 생물다양성)에 부정적인 영향을 미치는 많은 요인들이 적어도 부분적으로는 부적절한 농업 관행에 의해 발생하고 있다"고 말했다:6 그리고 "줄어진 종, 품종 및 품종의 집중 생산으로의 전환은 여전히 BFA 및 생태계 서비스 손실의 주요 원인으로 남아 있다.":6
농업 관행과 관련된 생물다양성 손실을 줄이기 위해 FAO는 "작물 및 가축 생산, 임업, 어업 및 양식업에서 생물다양성 친화적인 관리 관행"의 사용을 권장한다.:13

### 건강 및 의약품에 대하여
WHO는 생물다양성과 인간 건강이 어떻게 연결되어 있는지 분석했다: "생물다양성과 인간 건강, 그리고 각각의 정책과 활동은 다양한 방식으로 상호 연결되어 있다. 첫째, 생물다양성은 건강상의 이점을 가져온다. 예를 들어, 종과 유전자형의 다양성은 영양소와 의약품을 제공한다." 생물다양성 손실의 지속적인 동인과 영향은 COVID-19 팬데믹과 같은 향후 인수공통전염병 발병으로 이어질 가능성이 있다.
약용 및 향기로운 식물은 전통 의학뿐만 아니라 화장품 및 식품 산업에서도 널리 사용된다.:12 세계보건기구(WHO)는 2015년에 약 6만 종의 약용, 영양 및 향료가 사용된다고 추정했다.:12 약용 식물에 대한 전 세계적인 거래가 있다.:12
생물다양성은 의약품의 발전에 기여한다. 의약품의 상당 부분은 직간접적으로 천연물에서 추출된다. 이러한 천연물 중 상당수는 해양 생태계에서 생산된다. 그러나 규제되지 않고 부적절한 과도한 수확(생물학적 탐사)은 잠재적으로 과도한 착취, 생태계 파괴 및 생물다양성 손실을 초래할 수 있다.사용자와 상인은 전통 의학용 식물을 심거나 야생에서 채집하여 수확한다. 두 경우 모두 지속 가능한 의약 자원 관리가 중요하다.:13

## 제안된 해결책

레드 리스트 인덱스(2019): 레드 리스트 인덱스(RLI)는 주요 종 그룹의 보존 상태를 정의하고, 추가적인 보존 조치 없이 가까운 미래에 존재할 것으로 예상되는 종의 비율 추세를 측정한다. RLI 값이 1.0이면 모든 종이 '관심 필요 없음'으로 분류되므로 가까운 미래에 멸종할 것으로 예상되는 종은 없다. 값이 0이면 모든 종이 멸종했음을 나타낸다.

과학자들은 생물다양성 손실과 기후 변화를 함께 해결하기 위해 무엇을 할 수 있는지 조사하고 있다. 이 두 가지 위기에 대해 "충분한 자연과 적재적소를 보존"할 필요가 있다.2020년 연구에 따르면 "현재 보호되고 있는 15%의 토지 면적 외에도 생물다양성을 위해 특별히 중요한 추가 부지를 보존하고 기후를 안정시키기 위해 35%의 토지 면적이 필요하다"고 한다
환경 보호를 넘어 생물다양성을 보호하기 위한 추가 조치가 중요하다. 이러한 조치에는 토지 이용 변화의 원인을 해결하고 농업의 효율성을 높이며 동물 농업의 필요성을 줄이는 것이 포함된다. 후자는 식물성 식단의 비중을 늘리면 달성할 수 있다.

### 생물다양성협약
1992-3년에 체결된 다자간 조약인 생물다양성협약(CBD)에 따라 많은 정부가 영토의 일부를 보존해 왔다. 20개의 아이치 생물다양성 목표는 2011-2020년 CBD의 전략 계획의 일부이며 2010년에 발표되었다. 아이치 목표 11번은 2020년까지 육상 및 내륙 수역의 17%와 연안 및 해양 지역의 10%를 보호하는 것을 목표로 했다.
2010년 아이치 생물다양성 목표에서 제시한 20개의 생물다양성 목표 중 2020년까지 부분적으로 달성된 것은 단 6개에 불과하다. 2020년 CBD 보고서는 현 상태가 변하지 않으면 "현재 지속 불가능한 생산 및 소비 패턴, 인구 증가 및 기술 발전"으로 인해 생물 다양성이 계속 감소할 것이라고 강조했다. 이 보고서는 또한 브라질, 카메룬, 카메룬, 카메룬, 브라질, 이 보고서는 지난 10년 동안 멸종 위기에 처한 동물 중 하나가 되었다.
이후 64개국과 유럽연합의 지도자들은 환경 파괴를 중단하고 자연 세계를 복원하겠다고 약속했다. 이 서약에는 중국, 인도, 러시아, 브라질, 미국 등 세계 최대 오염국의 지도자들이 서명하지 않았다. 일부 전문가들은 미국의 생물다양성협약 비준 거부가 멸종 위기를 막기 위한 전 세계적인 노력에 해를 끼치고 있다고 주장한다.
과학자들은 2020년 목표가 달성되었더라도 멸종률이 크게 감소하지 않았을 가능성이 높다고 말한다. 다른 사람들은 생물다양성협약이 충분하지 않다는 우려를 제기하며 2050년까지 멸종을 제로로 만들고 지속 불가능한 식량 생산이 자연에 미치는 영향을 절반으로 줄여야 한다고 주장한다. 또한 이 목표가 법적 구속력이 없다는 비판도 받고 있다.
2022년 12월, 미국과 교황청을 제외한 모든 국가가 2022년 유엔 생물다양성 회의에서 쿤밍-몬트리올 글로벌 생물다양성 프레임워크에 서명했다. 이 프레임워크는 2030년까지 육지와 해양의 30%(30년까지)를 보호하는 것을 목표로 하고 있다. 또한 생물다양성 손실을 줄이기 위한 22개의 다른 목표도 가지고 있다. 협정 체결 당시 육지 영토의 17%와 해양 영토의 10%만이 보호되었다. 이 협정에는 원주민의 권리를 보호하고 생물다양성 보호를 위해 현재의 보조금 정책을 더 나은 정책으로 변경하는 내용이 포함되어 있지만, 아이치 목표에 비해 멸종으로부터 종을 보호하는 데 한 걸음 뒤처져 있다. 비평가들은 그 합의가 생물 다양성을 보호하는 데 충분하지 않으며, 그 과정이 서두르고 있다고 말했다.

### 다른 국제 및 국가 행동
2019년에 생물다양성 및 생태계 서비스에 관한 정부 간 과학-정책 플랫폼(IPBES)은 생물다양성 및 생태계 서비스에 관한 글로벌 평가 보고서를 발표했다. 이 보고서는 인간 활동으로 인해 최대 백만 종의 식물과 동물이 멸종 위기에 처해 있다고 밝혔다. IPBES는 기후변화에 관한 정부 간 협의체(IPCC)와 유사한 역할을 하는 국제 기구이다. 기후 변화가 아닌 생물 다양성과 생태계 서비스에 중점을 둔다는 점을 제외하고는 말이다.
유엔의 지속 가능한 개발 목표 15(SDG 15)인 "Life on Land"에는 생물다양성 목표가 포함되어 있다. 다섯 번째 목표는 다음과 같다: "자연 서식지 파괴를 줄이고, 생물다양성 손실을 중단하며, 2020년까지 멸종 위기 종을 보호하고 예방하기 위해 긴급하고 중요한 조치를 취하라." 이 대상에는 하나의 지표가 있다: 레드 리스트 인덱스.
세계유산에는 조류 종의 거의 4분의 3, 포유류의 3분의 2, 단단한 산호의 절반 이상이 기록되어 있지만 지구의 1% 미만을 차지한다. 세계유산이 있는 국가는 이를 국가 생물다양성 전략 및 실행 계획에 포함시킬 수 있다.

## 같이 보기
- 재도입